# كولين لاروز
كولين ريني لاروز: (بالإنجليزية: Colleen LaRose)‏ والمعروفة أيضا بجهاد جين أو فاطمة جين هي مواطنة أمريكية تحولت للإسلام متهمة بجرائم متعلقة بالإرهاب منها الشروع بالقتل وتقديم الدعم المادي للإرهاب. على صفحتها الشخصية على موقع ماي سبيس كانت هناك صور تحمل عنف في الشرق الأوسط ومذيلة بعبارات «فلسطين نحن معك» و«تعاطفا مع غزة» و«ادعم كل المجاهدين» و«اكره الصهاينة وكل من يدعمهم». وفي عدة صور ترتدي البرقع وتقول على صفحتها الشخصية أنها متحولة للإسلام.